# Муса-Даг
Муса́-Даг (тур. Musa Dağı, осм. موسى داغ, араб. جبل موسى‎, Jabal Mūsā, арм. Մուսա լեռ, Муса лер, букв. «Гора Мусы») — гора на юге Турции, высотой 1355 м, склоны и окрестности которой стали местом сопротивления армянского населения во время геноцида армян в 1915 году. Гора принадлежит приморскому хребту Нур, расположенному на окраине исторической Киликийской Армении, на берегу Средиземного моря, в 21 км к северу от города Антакья (античная Антиохия).

## Оборона горы Муса-даг
В районе этой горы (к югу и юго-западу от её вершины) располагалась группа из шести армянских сёл, представлявшая собой обособленный этнический остров:
- Капысую (Kaboussieh, Kabesek, Kabusia, Keboussik),
- Йогунолук (Yogohonoluk, Yoghun-Oluk),
- Битиас (Bitias),
- Вакыфлы (Vakif, Wakef, Vakef),
- Хыдыр-бей (Khodr Bey, Khderbek, Khedrbek, Kheter Bey, Khodr Bek),
- Хаджи-Хабибли (Hedj Habibli, Hajihabibil, Hajihabibli).

В июле 1915 года, во время геноцида армян, часть жителей этих деревень была принудительно сконцентрирована в городе Антакья. Но большинство не подчинилось приказу османских властей о депортации. Перед лицом приближавшихся османских войск, все они взошли, под предводительством фидаинов Ягубяна и Мовсеса Тер-Галустяна, на самую вершину горы Муса-Даг. Укрепив горные склоны, армяне в течение 53 дней героически отбивались от турецких атак. В конце концов, военный корабль «Гишен», входивший в состав 3-й французской эскадры, заметил флаг, вывешенный на отвесном склоне горы, обращённом к морю. Вскоре ещё три французских и английских корабля заметили этот флаг. По приказу командующего 3-й эскадрой адмирала Луи Дартижа дю Фурне (Louis Dartige du Fournet), 4048 выживших армян, у которых как раз практически закончились боеприпасы и провизия, были спасены. Армяне Муса-Дага были эвакуированы в египетский город Порт-Саид.

## После Первой мировой войны

Французский военный корабль «Гишен», который участвовал в спасении армян с горы Муса-Даг.

После того, как в 1918 году территория нынешней провинции Хатай перешла под французский контроль, уцелевшие жители шести армянских деревень вернулись в свои дома. Однако, 29 июня 1939 года, по соглашению между Францией и Турцией, провинция была передана обратно Турции. Вскоре после этого почти все мусалерцы решили покинуть страну, и лишь часть жителей деревни Вакыфлы (около 140 человек) остались. В настоящее время Вакыфлы (Вакиф) — единственная армянская деревня в Турции. Армяне, покинувшие родные деревни, населили город Анджар в горах Ливана, основанный Тер-Галустяном. И до наших дней этот город, по-прежнему заселённый практически только армянами, разделён на шесть кварталов, каждый из которых основан выходцами из одной из шести деревень Муса-Дага.

## «Сорок дней Муса-Дага»
Исторические события Муса-Дага впоследствии вдохновили еврейско-австрийского писателя Франца Верфеля на создание знаменитого романа «Сорок дней Муса-Дага». Роман был написан в 1933 году на немецком языке на основе тщательного изучения реальных событий автором, который находился тогда в Сирии. Впоследствии роман был переведён на английский язык, а также на его основе режиссёром Сарки Мурадяном в 1982 году был снят одноимённый художественный фильм.